# Sebestyén Kálmán
Sebestyén Kálmán (Alsójára, 1938. december 8. – Budapest, 2018. december 26.) erdélyi magyar történész, pedagógus, művelődéstörténész.

## Életútja
Középiskolai tanulmányait Kolozsváron, a Brassai Sámuel Líceumban végezte. 1963-ban a BBTE Történelem–Filozófia Karán szerzett tanári oklevelet.
1964–71 között Magyarbikalon, 1972–80 között Körösfőn tanított, ugyanitt iskolaigazgató is volt. 1980–86 között történelemtanár volt Kolozsváron.
1987-ben áttelepült Magyarországra. Budapesten a Postamúzeum történész főmunkatársa (1988–96). 1992-ben a Budapesti Eötvös Loránd Tudományegyetemen magyar történelemből doktorátust szerzett. 1995-ben a Magyar Tudományos Akadémia a neveléstudomány kandidátusává nyilvánította, az MTA köztestületének tagja.

## Munkássága
Első írása az Igazságban jelent meg 1969-ben. Tudománynépszerűsítő, néprajzi vonatkozású írásokat és könyvismertetéseket közölt a Korunk, A Hét, Művelődés, Honismeret, Kalotaszeg, Erdélyi Magyarság, Nyelvünk és Kultúránk hasábjain. 2000-től a Honismeret c. folyóirat szerkesztőbizottságának tagja.

## Tanulmányai
- Kalotaszeg népoktatása a XV. századtól 1848-ig (in: Művelődéstörténeti tanulmányok, Bukarest, 1979);
- A kalotaszegi fafaragás története (in: Korunk Évkönyv 1979. Kolozsvár, 1979);
- A „kölcsönös tanítás” módjának elterjedése Erdélyben (Honismeret, Budapest, 1992/4);
- A Vajdahunyad–zarándi református egyházmegye népoktatása a XVIII. század második felétől 1848-ig (in: A Ráday Gyűjtemény Évkönyve, Budapest, 1994);
- Kolozsvári posták a XVI. század végén (in: Postai és Távközlési Múzeum Alapítvány Évkönyve. 1994)
- Az erdélyi református népoktatás reformja a 18. század végén (A Ráday Gyűjtemény Évkönyve, Budapest, 1997);
- Román iskolák Észak-Erdélyben. 1940–1944 (Limes, 1998/4);
- A Romániai Magyar Népi Szövetség belső ellenzékének felszámolása. A Decsy-ügy (Világtörténet, Budapest, 1996. május–június);
- Kalotaszeg népi építészete a 18. században. Ház és ember : a Szabadtéri Néprajzi Múzeum Évkönyve, Szentendre 1998);
- Gyarmathy Zsigáné Hóry Etelka élete és munkássága (in: A Néprajzi Múzeum Évkönyve 1998. Budapest, 1998);
- Történetkutatás a Bolyai Tudományegyetemen 1945-1959 között. (In: A Kolozsvári Bolyai Tudományegyetem. Budapest, 1999);
- Magyar rádió Kolozsváron 1940-1944 között. Honismeret,(2000/6);
- Erdély unitárius népoktatása a 18. század második és a 19. század első felében. (in: Ráday Gyűjtemény Évkönyve, Budapest, (2005);
- Romániai magyar iskolázás a Ceauşescu-korszakban (1965-1989). Honismeret (2006/2);
- Kolozsvári egyetemek küldöttsége Debrecenben 1956-ban. Művelődés, (2006/10);
- Az inaktelki Tárkányiak kolozsvári betelepedése. (Erdélyi Múzeum (2008/3-4);
- A Kolozsvári 38. honvéd gyaloghadosztály Galiciában 1914-16-ban (Honismeret, Budapest, 2014/6);
- Erdély római katolikus népoktatása 1780-1848 között (Köznevelés, Székesfehérvár, 2015/3-4);

## Kötetei
- A Kolozs-Kalotai (Kalotaszegi) református egyházmegye népoktatásának adattára a XV. századtól 1900-ig (Budapest, 1993)
- Erdély református népoktatása 1780–1848 (Budapest, 1995)
- Magyarbikal története (Magyarbikal, 1996)
- Körösfői Riszeg alatt. Egy kalotaszegi település évszázadai; Akadémiai, Bp., 2007